# Hoa hậu Sinh viên Thế giới
Hoa hậu Sinh viên Thế giới (tiếng Anh: World Miss University) là một cuộc thi sắc đẹp quốc tế được tổ chức hàng năm tại Seoul, Hàn Quốc kể từ năm 1986, với trung bình khoảng 70 thí sinh mỗi năm. Sự kiện này nhằm chọn ra các đại diện của World Miss University Peace Corp.
Là một sự kiện được tổ chức bởi Hiệp hội quốc tế các hiệu trưởng trường đại học sau khi Liên hợp quốc đặt tên cho năm 1986 là Năm Hòa bình, ban tổ chức cử các sứ mệnh hòa bình đến các khu vực đang xung đột như Kosovo và Rwanda. Những ngày này, sự kiện được tổ chức bởi Ban tổ chức cuộc thi Hoa hậu Sinh viên Thế giới có trụ sở chính tại Manhattan, New York, Hoa Kỳ.
Không có cuộc thi nào khác kể từ năm 2019, không có thông tin cập nhật nào từ tổ chức về các kế hoạch trong tương lai.

## Danh sách Hoa hậu
| Năm  | Hoa hậu                         | Quốc gia    | Địa điểm               | Số thí sinh |
| ---- | ------------------------------- | ----------- | ---------------------- | ----------- |
| 1986 | Rosalie van Breemen             | Hà Lan      | Seoul, Hàn Quốc        | 18          |
| 1987 | Choi Yeon-hee (최연희)          | Hàn Quốc    | Seoul, Hàn Quốc        | 36          |
| 1988 | Kathryn Elizabeth Coonz         | Hoa Kỳ      | Seoul, Hàn Quốc        | 43          |
| 1989 | Priyadarshini Pradhan           | Ấn Độ       | Seoul, Hàn Quốc        | 56          |
| 1990 | Ekaterina Parfenova             | Liên Xô     | Seoul, Hàn Quốc        | 73          |
| 1991 | Celeste Weaver                  | Hoa Kỳ      | Seoul, Hàn Quốc        | 66          |
| 1992 | Heiðrún Anna Björnsdóttir       | Iceland     | Seoul, Hàn Quốc        | 59          |
| 1993 | Ewa Wachowicz                   | Ba Lan      | Seoul, Hàn Quốc        | ?           |
| 1995 | Birgitta Ína Unnarsdóttir       | Iceland     | Seoul, Hàn Quốc        | 46          |
| 1996 | Laura García                    | Tây Ban Nha | Seoul, Hàn Quốc        | 45          |
| 1997 | Jang Hae-yoon (장해윤)          | Hàn Quốc    | Seoul, Hàn Quốc        | 50          |
| 2000 | Renata Fan                      | Brazil      | Seoul, Hàn Quốc        | 46          |
| 2001 | Eleni Pechlivanidi              | Hy Lạp      | Seoul, Hàn Quốc        | 33          |
| 2003 | Ayusha Shrestha                 | Nepal       | Daegu, Hàn Quốc        | 30          |
| 2004 | Julija Djadenko                 | Latvia      | Thâm Quyến, Trung Quốc | 36          |
| 2005 | Jade Collins                    | New Zealand | Seoul, Hàn Quốc        | 26          |
| 2006 | Cristiana Frixione              | Nicaragua   | Seoul, Hàn Quốc        | 43          |
| 2007 | Aleksandra Plemic               | Đức         | Seoul, Hàn Quốc        | 46          |
| 2008 | Sarnai Amar                     | Mông Cổ     | Thâm Quyến, Trung Quốc | 34          |
| 2009 | Jo Eun-joo (조은주)             | Hàn Quốc    | Seoul, Hàn Quốc        | 36          |
| 2010 | Katie Farr                      | Anh         | Seoul, Hàn Quốc        | 42          |
| 2011 | Siria Ysabel Bojorquez          | Hoa Kỳ      | Seoul, Hàn Quốc        | 64          |
| 2012 | Mia Hasanagic                   | Đan Mạch    | Seoul, Hàn Quốc        | 44          |
| 2014 | Karina Stephania Martin Jiménez | Mexico      | Seoul, Hàn Quốc        | 30          |
| 2016 | Kelin Poldy Rivera Kroll        | Peru        | Beijing, Trung Quốc    | 57          |
| 2017 | Claudia Moras Baez              | Cuba        | Phông Phên, Campuchia  | 83          |
| 2018 | Adriana Moya                    | Costa Rica  | Seoul, Hàn Quốc        | 50          |
| 2019 | Nguyễn Thị Thanh Khoa           | Việt Nam    | Đảo Jeju, Hàn Quốc     | 36          |
| 2022 | Isabella Oldenburg              | Costa Rica  | Seoul, Hàn Quốc        | 75          |

## Quốc gia đăng quang
| Quốc gia    | Số lần | Vào các năm      |
| ----------- | ------ | ---------------- |
| Hoa Kỳ      | 3      | 1988, 1991, 2011 |
| Hàn Quốc    | 3      | 1987, 1997, 2009 |
| Iceland     | 2      | 1992, 1995       |
| Costa Rica  | 2      | 2018, 2022       |
| Việt Nam    | 1      | 2019             |
| Cuba        | 1      | 2017             |
| Peru        | 1      | 2016             |
| Mexico      | 1      | 2014             |
| Đan Mạch    | 1      | 2012             |
| Anh         | 1      | 2010             |
| Mông Cổ     | 1      | 2008             |
| Đức         | 1      | 2007             |
| Nicaragua   | 1      | 2006             |
| New Zealand | 1      | 2005             |
| Latvia      | 1      | 2004             |
| Nepal       | 1      | 2003             |
| Hy Lạp      | 1      | 2001             |
| Brazil      | 1      | 2000             |
| Tây Ban Nha | 1      | 1996             |
| Ba Lan      | 1      | 1993             |
| Liên Xô     | 1      | 1990             |
| Ấn Độ       | 1      | 1989             |
| Hà Lan      | 1      | 1986             |

## Danh sách Á hậu
| Năm   | Á hậu 1                              | Á hậu 2                                  | Á hậu 3                                   | Á hậu 4                             | Á hậu 5                             |
| ----- | ------------------------------------ | ---------------------------------------- | ----------------------------------------- | ----------------------------------- | ----------------------------------- |
| 1986  | Choi Yun-hee · Hàn Quốc              | Không trao giải                          | Không trao giải                           | Không trao giải                     | Không trao giải                     |
| 1987  | Endang Lilyanne Lie · Indonesia      | Catherine Lalice Goh Wen Xia · Singapore | Không trao giải                           | Không trao giải                     | Không trao giải                     |
| 1988  | Mervi Hannele Lehto · Phần Lan       | Ghyong Ying Chen · Đài Loan              | Không trao giải                           | Không trao giải                     | Không trao giải                     |
| 1989  | Han Heui-jeong · Hàn Quốc            | Kyle Allison Kirby · Ireland             | Không trao giải                           | Không trao giải                     | Không trao giải                     |
| 1990  | Luh Ayu Ariestanti · Indonesia       | Veronika Gerynne · Netherlands           | Không trao giải                           | Không trao giải                     | Không trao giải                     |
| 1991  | Yuliya Shestopalova · Ukraine        | Ni Putu Khatalia Prabasari · Indonesia   | Elina Kefi · Greece                       | Không trao giải                     | Không trao giải                     |
| 1992  | Polina Zhuravlyova-Vikhovskaya · Nga | Susanty Manuhutu · Indonesia             | Không trao giải                           | Không trao giải                     | Không trao giải                     |
| 1993  | Viive Saul · Estonia                 | Lirian Souza Soares · Brazil             | Không trao giải                           | Không trao giải                     | Không trao giải                     |
| 1995* | Song Il Han · Hàn Quốc 2             | Kim Dae Hyun · Hàn Quốc 4                | Mônica Regina Guimarães Ferreira · Brazil | Holga Stiereshkovac · Kazakhstan 2  | Không trao giải                     |
| 1996  | Sun Song-ji · Hàn Quốc               | Julia Kowalska · Ba Lan                  | Không trao giải                           | Không trao giải                     | Không trao giải                     |
| 1997  | Agnieszka Zielinska · Poland         | Bellatrix Amanda Juin · Indonesia        | Không trao giải                           | Không trao giải                     | Không trao giải                     |
| 2000  | Sandra Bretones · Pháp               | Lilita Leice · Latvia                    | Ha So-young · Hàn Quốc                    | Anna Dantchenko · Greece            | Ganna Vruglevska · Ukraine          |
| 2001  | Daniela Estefania Puig · Argentina   | Emelie Lundqvist · Sweden                | Tipsupar Rungreungsri · Thailand          | Claudia Patricia Alaniz · Nicaragua | Adriana Luci de Souza Reis · Brazil |
| 2003  | Roxana Florina Curelea · Moldova     | Medha Raghunath · India                  | Lee Soo-jin · South Korea                 | Shana Van Beers · Belgium           | not awarded                         |
| 2004  | Ahn Ji-soo · South Korea             | Yang Hua · China                         | Không trao giải                           | Không trao giải                     | Không trao giải                     |
| 2005  | Varga Tiffany · South Africa         | Katrine Ozolina · Latvia                 | Không trao giải                           | Không trao giải                     | Không trao giải                     |
| 2006  | Marcela De Almeida Carvalho · Brazil | Aurélye Bonvalet · France                | Không trao giải                           | Không trao giải                     | Không trao giải                     |
| 2007  | Rita Bernotaite · Lithuania          | Chukwudube Usowanne · Nigeria            | Không trao giải                           | Không trao giải                     | Không trao giải                     |
| 2008  | Mariana Oliveira Marques · Brazil    | Jinkyung Bai · South Korea               | Không trao giải                           | Không trao giải                     | Không trao giải                     |
| 2009  | Salcy da Encarnacao Lima · Brazil    | Anna Maria Tarnowska · Poland            | Không trao giải                           | Không trao giải                     | Không trao giải                     |
| 2010  | Katarzyna Kuziemska · Poland         | Choi Jung-hwa · South Korea              | Không trao giải                           | Không trao giải                     | Không trao giải                     |
| 2011  | Monika Plochocka · Poland            | Swetha Sridhar · India                   | Không trao giải                           | Không trao giải                     | Không trao giải                     |
| 2012* | Elina Grundane · Latvia              | Kim Eun-sol · Hàn Quốc 1                 | Không trao giải                           | Không trao giải                     | Không trao giải                     |
| 2014  | Juliete de Pieri · Brazil            | Sisse Houlberg Winther · Denmark         | Demi-Lee Rebula · Lebanon                 | Jovana Maksimovic · Serbia          | Không trao giải                     |
| 2016  | Heyi Li · Macao                      | Anzhelika Rublevska · Pakistan           | Nagma Shrestha · Nepal                    | Không trao giải                     | Không trao giải                     |
| 2017  | Nina Yevtushenko · Ukraine           | Daniela Gods Romanovska · Latvia         | Sao TomrongPich · Cambodia                | Kasia Szklarczyk · Poland           | Mariana Ortega · Mexico             |
| 2018  | Matrosova Karolina · Latvia          | Yitong Xu · China                        | Hyunji Hong · South Korea                 | Plotytsia Bohdana · Ukraine         | Michelle Garibay · Mexico           |
| 2019  | Ekaterina Petsonkina · Estonia       | Wichida Nuamsorn · Thailand              | Không trao giải                           | Không trao giải                     | Không trao giải                     |
| 2022  | Dominique Doucette · Canada          | Montse Larrondo Avalos · Chile           | Jasmine Huang · New Zealand               | Not Awarded                         | Not Awarded                         |

## Bộ sưu tập Hoa hậu

Hoa hậu Sinh viên Thế giới 2019Nguyễn Thị Thanh Khoa, Việt NamHoa hậu Sinh viên Thế giới 2019 Nguyễn Thị Thanh Khoa, Việt Nam
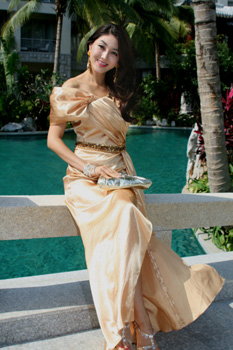
Hoa hậu Sinh viên Thế giới 2009 Jo Eun-joo, Hàn Quốc
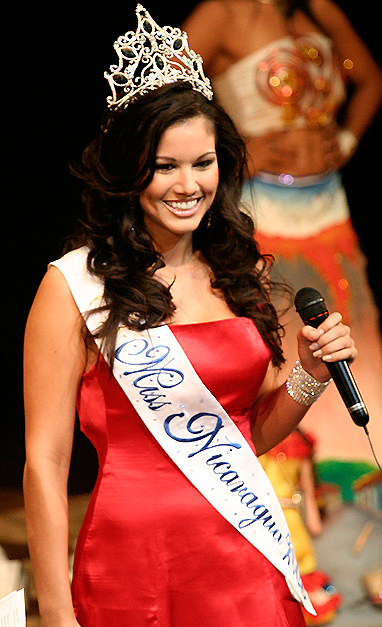
Hoa hậu Sinh viên Thế giới 2006 Cristiana Frixione, Nicaragua
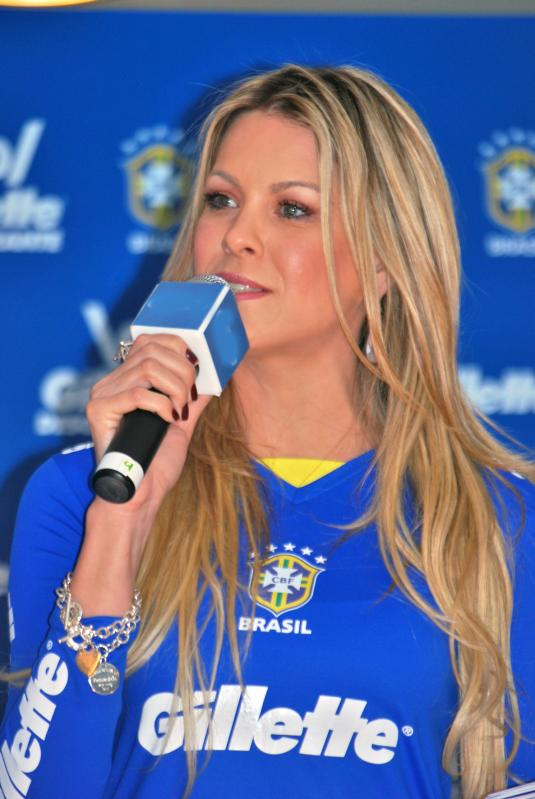
Hoa hậu Sinh viên Thế giới 2000 Renata Fan, Brazil
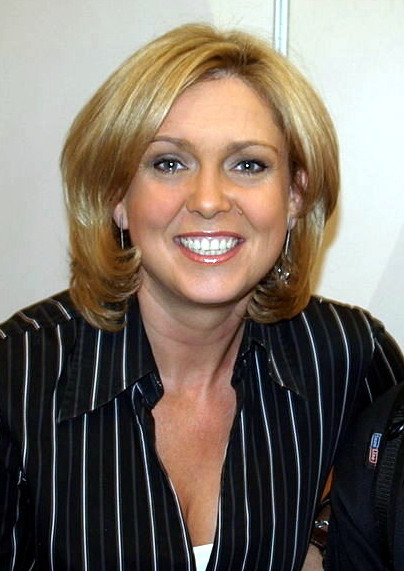
Hoa hậu Sinh viên Thế giới 1993 Ewa Wachowicz, Ba Lan

## Danh sách đại diện Việt Nam
| Năm  | Tên                                   | Quê quán                              | Danh hiệu quốc gia                    | Thứ hạng                              | Giải thưởng đặc biệt                  |
| ---- | ------------------------------------- | ------------------------------------- | ------------------------------------- | ------------------------------------- | ------------------------------------- |
| 1993 | Hà Kiều Anh                           | Hà Nội                                | Hoa hậu Toàn quốc Báo Tiền Phong 1992 | Top 5                                 | Miss Taejon                           |
| 1997 | Tô Hương Lan                          | Tuyên Quang                           | Á hậu Toàn quốc Báo Tiền Phong 1994   | Không đạt giải                        | Không                                 |
| 2017 | Tô Mai Thùy Dương                     | Quảng Ngãi                            | Á khôi Miền Trung 2016                | Không đạt giải                        | Miss Tera                             |
| 2019 | Nguyễn Thị Thanh Khoa                 | Thành phố Hồ Chí Minh                 | Hoa khôi HUTECH 2019                  | World Miss University                 | Top 5 Miss Talent                     |
| 2020 | Cuộc thi bị hủy vì dịch bệnh Covid-19 | Cuộc thi bị hủy vì dịch bệnh Covid-19 | Cuộc thi bị hủy vì dịch bệnh Covid-19 | Cuộc thi bị hủy vì dịch bệnh Covid-19 | Cuộc thi bị hủy vì dịch bệnh Covid-19 |
| 2021 | Cuộc thi bị hủy vì dịch bệnh Covid-19 | Cuộc thi bị hủy vì dịch bệnh Covid-19 | Cuộc thi bị hủy vì dịch bệnh Covid-19 | Cuộc thi bị hủy vì dịch bệnh Covid-19 | Cuộc thi bị hủy vì dịch bệnh Covid-19 |
| 2022 | Nguyễn Vĩnh Hà Phương                 | Thành phố Hồ Chí Minh                 | Không                                 | Top 20                                | Miss Netizen                          |
| 2025 |                                       |                                       |                                       |                                       |                                       |